# Surigao del Sur
Surigao del Sur is een provincie in het zuidoosten van de Filipijnen. De provincie omvat de noordoostelijke kuststrook van het eiland Mindanao en maakt deel uit van regio XIII (Caraga). De hoofdstad van de provincie is Tandag. Surigao del Sur heeft een oppervlakte van 4552,2 km² en telde bij de census van 2015 ruim 592 duizend inwoners. Aangrenzende provincies zijn Surigao del Norte en Agusan del Norte in het noordwesten, Agusan del Sur in het westen en Davao Oriental in het zuiden. In het oosten ligt de Filipijnenzee.

## Geografie

### Bestuurlijke indeling
Surigao del Sur bestaat uit 2 steden en 17 gemeenten.

#### Steden
- Bislig
- Tandag

#### Gemeenten
| - Barobo - Bayabas - Cagwait - Cantilan - Carmen - Carrascal - Cortes - Hinatuan - Lanuza | - Lianga - Lingig - Madrid - Marihatag - San Agustin - San Miguel - Tagbina - Tago |

Deze steden en gemeenten zijn weer verder onderverdeeld in 309 barangays.

## Demografie
Surigao del Sur had bij de census van 2015 een inwoneraantal van 592.250 mensen. Dit waren 31.031 mensen (5,5%) meer dan bij de vorige census van 2010. Ten opzichte van de census van 2000 was het aantal inwoners gegroeid met 90.442 mensen (18,0%). De gemiddelde jaarlijkse groei in die periode kwam daarmee uit op 1,03%, hetgeen lager was dan het landelijk jaarlijks gemiddelde over deze periode (1,72%).

De bevolkingsdichtheid van Surigao del Sur was ten tijde van de laatste census, met 592.250 inwoners op 4932,7 km², 120,1 mensen per km².

## Economie
Surigao del Sur is een arme provincie. Uit cijfers van het National Statistical Coordination Board (NSCB) uit het jaar 2003 blijkt dat 57,1% (11.227 mensen) onder de armoedegrens leefde. In het jaar 2000 was dit nog 45,8%. Daarmee staat Surigao del Sur 6e op de lijst van provincies met de meeste mensen onder de armoedegrens. Van alle 79 provincies staat Surigao del Sur echter 21e op de lijst van provincies met de ergste armoede. Daaruit kan worden geconcludeerd dat er weliswaar veel mensen onder de armoedegrens leven, maar niet ver daaronder.

## Geboren in Surigao del Sur
- Jun Limpot (Tago, 14 december 1971), basketballer;
- Dennis Orcollo (Bislig, 28 januari 1979), poolspeler.